# 戸塚南
戸塚南（とづかみなみ）は、埼玉県川口市の町名。現行行政地名は、戸塚南一丁目から五丁目。住居表示実施地区。郵便番号は333-0817。

## 地理
川口市の北部に位置する。赤堀用水路が地区の南境を流れる。隣接する長蔵新田に埼玉高速鉄道戸塚安行駅があり、その北西部エリアにあたる。戸塚南部特定土地区画整理事業が行われ、宅地化が進んでいる。

### 河川
- 赤堀用水路

## 歴史

### 沿革
- 2014年（平成26年）3月1日 - 第22次住居表示整備事業により、大字戸塚と大字行衛の一部（戸塚南部特定土地区画整理事業地区内）から戸塚南一丁目〜五丁目が成立[5]。これにより大字戸塚が消滅した。

## 世帯数と人口
2018年（平成30年）3月1日現在の世帯数と人口は以下の通りである。
| 丁目         | 世帯数    | 人口    |
| ------------ | --------- | ------- |
| 戸塚南一丁目 | 342世帯   | 871人   |
| 戸塚南二丁目 | 385世帯   | 976人   |
| 戸塚南三丁目 | 336世帯   | 983人   |
| 戸塚南四丁目 | 341世帯   | 991人   |
| 戸塚南五丁目 | 358世帯   | 1,028人 |
| 計           | 1,762世帯 | 4,849人 |

## 小・中学校の学区
市立小・中学校に通う場合、学区は以下の通りとなる。
| 丁目         | 番地 | 小学校               | 中学校               |
| ------------ | ---- | -------------------- | -------------------- |
| 戸塚南一丁目 | 全域 | 川口市立戸塚南小学校 | 川口市立戸塚西中学校 |
| 戸塚南二丁目 | 全域 | 川口市立戸塚南小学校 | 川口市立戸塚西中学校 |
| 戸塚南三丁目 | 全域 | 川口市立戸塚南小学校 | 川口市立戸塚西中学校 |
| 戸塚南四丁目 | 全域 | 川口市立戸塚南小学校 | 川口市立戸塚西中学校 |
| 戸塚南五丁目 | 全域 | 川口市立戸塚南小学校 | 川口市立戸塚西中学校 |

## 交通

### 道路
- 埼玉県道381号東大門安行西立野線

## 施設
一丁目および五丁目は主に戸建ての住宅が立ち並び、いくつかの商業施設や民間のマンションが存在するのみである。
二丁目
- 立山町会会館
- 下戸塚町会会館
- 神明神社
- 東福寺
- 戸塚体育館
- 戸塚立山第2公園

三丁目
- 戸塚スポーツセンター
- 戸塚立山公園

四丁目
- 川口市戸塚南小学校
- 川口市 戸塚児童センターあすぱる
- 三佛寺
- 戸塚下台公園